# Rats 2 : L'Invasion finale
Série
Rats : L'invasion commence
(2001)
Pour plus de détails, voir Fiche technique et Distribution.
Rats 2 : L'Invasion finale (Ratten 2 - Sie kommen wieder!) est un téléfilm d'horreur allemand diffusé en 2004, réalisé par Jörg Lühdorff et constituant une suite à Rats : L'invasion commence du même réalisateur.

## Synopsis
Trois ans après l'invasion des rats dans Francfort, Frank Dabrock, Stuffz, Honsa et Katrin vont au mariage de leur ami Axel. Peu après leur arrivée, l'assistante d'Axel est retrouvé morte déchiquetée dans sa baignoire - prétendument tué par son chien molosse. Mais Katrin est sûre que ce n'était pas un chien qui a tué la jeune femme, mais des rats. Lorsqu'un autre cadavre se retrouve dans le système du canal peu de temps après, l'hypothèse de Katrin devient certaine : les rats attaquent de nouveau. Voulant explorer un hangar, le groupe est poursuivi par une meute de rats et Frank Dabrock perd la vie. Stuffz prend la tête du groupe. Aidé par une jeune femme Svenja, il découvre que les rats sont modifiés génétiquement afin qu'ils ne supportent plus les basses températures. Il projette donc au cours d'une nuit froide de les attirer dans le seul endroit qui sera chauffé cette nuit là et de tout faire exploser.

## Fiche technique
- Titre : Rats 2 : L'Invasion finale
- Titre original allemand : Ratten 2 – Sie kommen wieder!
- Réalisateur : Jörg Lühdorff
- Scénariste : Alexander M. Rümelin
- Musique : Egon Riedel
- Photographie : Bernhard Jaspe
- Pays de production :	 Allemagne
- Langue originale : allemand
- Durée : 95 minutes
- Date de diffusion : Allemagne : 7 octobre 2004

## Distribution
- Ralph Herforth : Frank Dabrock
- Anne Cathrin Buhtz (de) : Katrin Dabrock
- Christian Kahrmann : Stuffz-Hubert
- Daniela Preuß : Svenja
- Peter Rühring (de) : Le Professeur Jürgen Matthäi
- Miroslav Táborský : Honsa
- Jolanta Dapkunaite : Julia Förster
- Sigitas Rackys : le commissaire Kellermann
- Edita Užaitė : Denise
- Marius Jamolskis : Jens Bartmann